# 軟顱石首魚
軟顱石首魚為輻鰭魚綱鱸形目鱸亞目石首魚科的其中一種，分布西大西洋區，從哥倫比亞至巴西東南部海域，體長可達40公分，棲息在沿海沙泥底質海域及河口區，可做為食用魚。